# 周典論
周典論（1955年1月20日—），中華民國政治人物，中國國民黨籍，現任屏東縣議會議長。

## 政治生涯
周典論於1998年首次參加屏東縣議員選舉並成功當選，隨後他於2002年、2005年、2014年、2018年以及2022年多次參選議員皆成功當選。惟2009年時當選放棄連任縣議員轉而參選屏東縣縣長，但被尋求連任的民主進步黨籍縣長曹啟鴻擊敗。在第十四届議會期間，周典論於1999年8月19日在副議長補選中當選，接替了因賄選被解職的蔡幸爵。隨後他在第十五屆議會期間擔任副議長，後來於第十六屆議會以及第十八至二十屆議會期間擔任議長。

## 爭議事件

### 議長賄選案
2014年12月，為當選屏東縣議長，周典論透過其競選搭檔王志豐安排若干縣議員前往台中市接受招待，並提供每人一萬到兩萬台幣不等的現金，甚至還為每人都訂製了一套西裝。最後涉案議員及其他若干涉案人員被臺灣屏東地方檢察署提起公訴。2016年7月20日，臺灣屏東地方法院判處涉案的王志豐等6名中國國民黨現任議員以及歸曉惠、陳昭忠2名前議員3年2月至4年不等的有期徒刑，但周典論本人則被判無罪。最後最高法院於2018年10月25日駁回被告上訴，維持原判定讞。

### 郭台銘連署行賄案
2023年12月25日，由於周典論涉嫌出資為郭台銘購買2024年總統選舉的連署書，屏東地檢署以涉嫌違反《總統副總統選舉罷免法》第87條第1項第2款為由將其羈押禁見。地檢署則於2024年2月22日向周典論提起公訴，並建議重判。審判長經過庭審後認為，周典論具有串供滅證之嫌，因此裁定續羈押禁見3個月。周典論直至7月12日才由屏東地方法院裁定交保。
同年8月，法院判決周典論有罪，判處其有期徒刑4年，併科罰金500萬元，褫奪公權6年。

## 家庭
周典論的二女兒周佳琪為屏東市市長，三女兒周孟蓉為中國國民黨中央常務委員，姪女周碧雲為民主進步黨屏東縣議員暨樂樂養雞場經營者。

## 選舉紀錄
| 年度 | 選舉屆數               | 選舉區           | 所屬政黨   | 得票數  | 得票率 | 當選標記 | 備註  |
| ---- | ---------------------- | ---------------- | ---------- | ------- | ------ | -------- | ----- |
| 1998 | 第十四屆屏東縣議員選舉 | 屏東縣第四選舉區 | 無黨籍     | 7,602   | 10.43% |          | [ 1 ] |
| 2002 | 第十五屆屏東縣議員選舉 | 屏東縣第四選舉區 | 中國國民黨 | 6,462   | 8.98%  | [ 2 ]    |       |
| 2005 | 第十六屆屏東縣議員選舉 | 屏東縣第四選舉區 | 中國國民黨 | 11,190  | 14.63% | [ 3 ]    |       |
| 2009 | 第十六屆屏東縣縣長選舉 | 屏東縣           | 中國國民黨 | 185,384 | 40.67% |          | [ 8 ] |
| 2014 | 第十八屆屏東縣議員選舉 | 屏東縣第四選舉區 | 中國國民黨 | 10,158  | 12.42% |          | [ 4 ] |
| 2018 | 第十九屆屏東縣議員選舉 | 屏東縣第四選舉區 | 中國國民黨 | 9,967   | 13.30% | [ 5 ]    |       |
| 2022 | 第二十屆屏東縣議員選舉 | 屏東縣第四選舉區 | 中國國民黨 | 7,449   | 10.10% | [ 6 ]    |       |